# L'Aquila Calcio 1927
L'Aquila Calcio 1927 Srl, mais conhecida como L'Aquila Calcio, é uma equipe de futebol italiana da cidade de Aquila. a sua fundação datace de 1927; o clube foi federado em 1931 e na 1931-1932 foi iscrito no seu primeiro campeonato, disputado com o nome de Associazione Sportiva Aquila.
As suas cores sociais são o vermelho e o azul, o símbolo da equipe é a aquila. Desde 1933 joga como madante no estádio Tommaso Fattori, estádio que tem capacidade para cerca de 10 000 espectadores.
Na 1934-1935 foi a primeira equipe abruzzese a participar da Serie B, torneio no qual permanenceu por 3 temporadas concecutivas dispultados nos anos trinta. Depois de um incidente ferroviario que dizimou a equipe na época. Ha equipe sofreu dois falimentos, em 1994 e em 2004. Atualmente a equipe dispulta a Lega Pro.